# Lysaker
Lysaker – dzielnica miasta Bærum w Norwegii, w bezpośrednim sąsiedztwie (na zachód) Oslo.

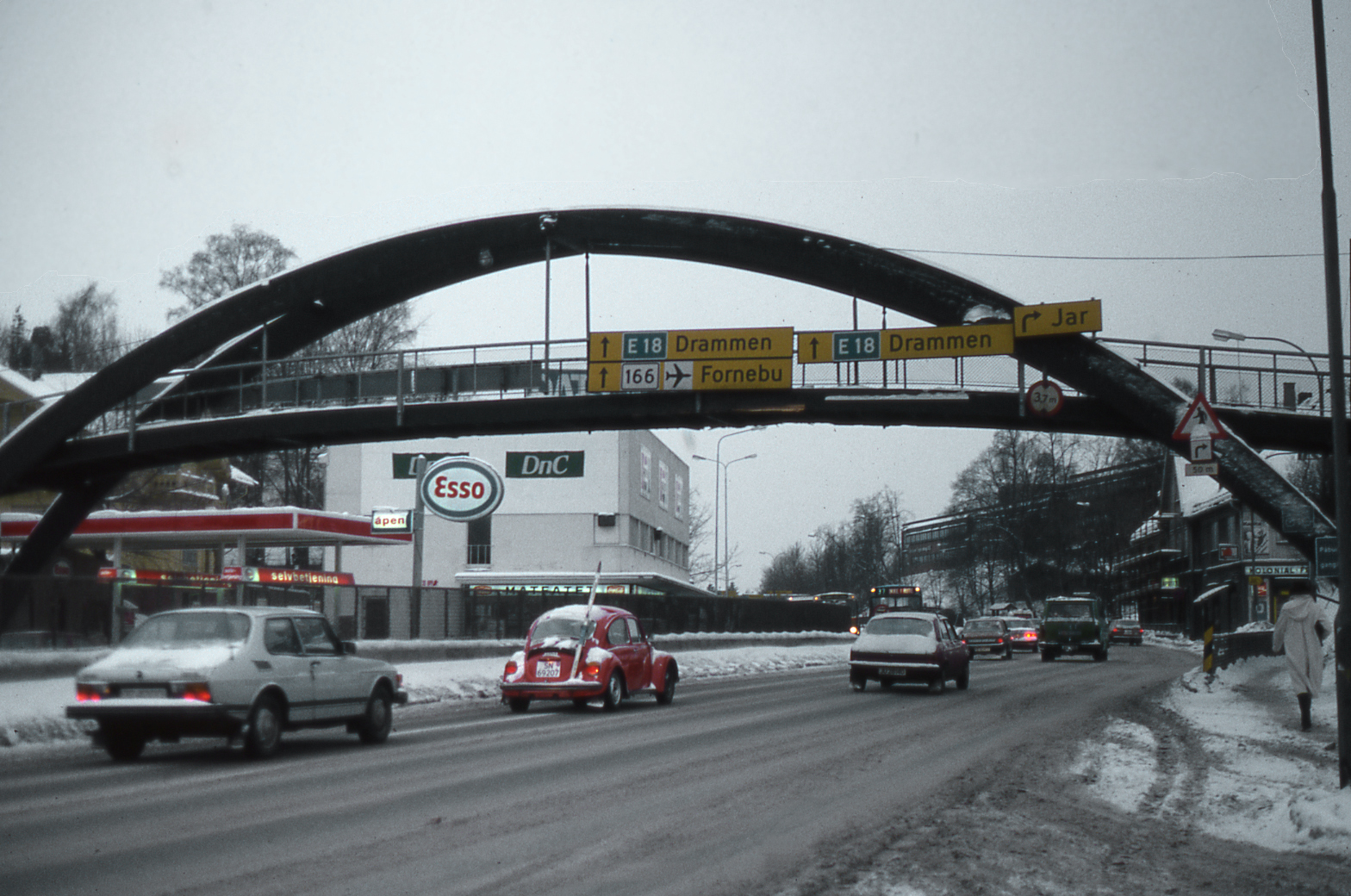
trasa E18 przecinająca Lysaker, rok 1981

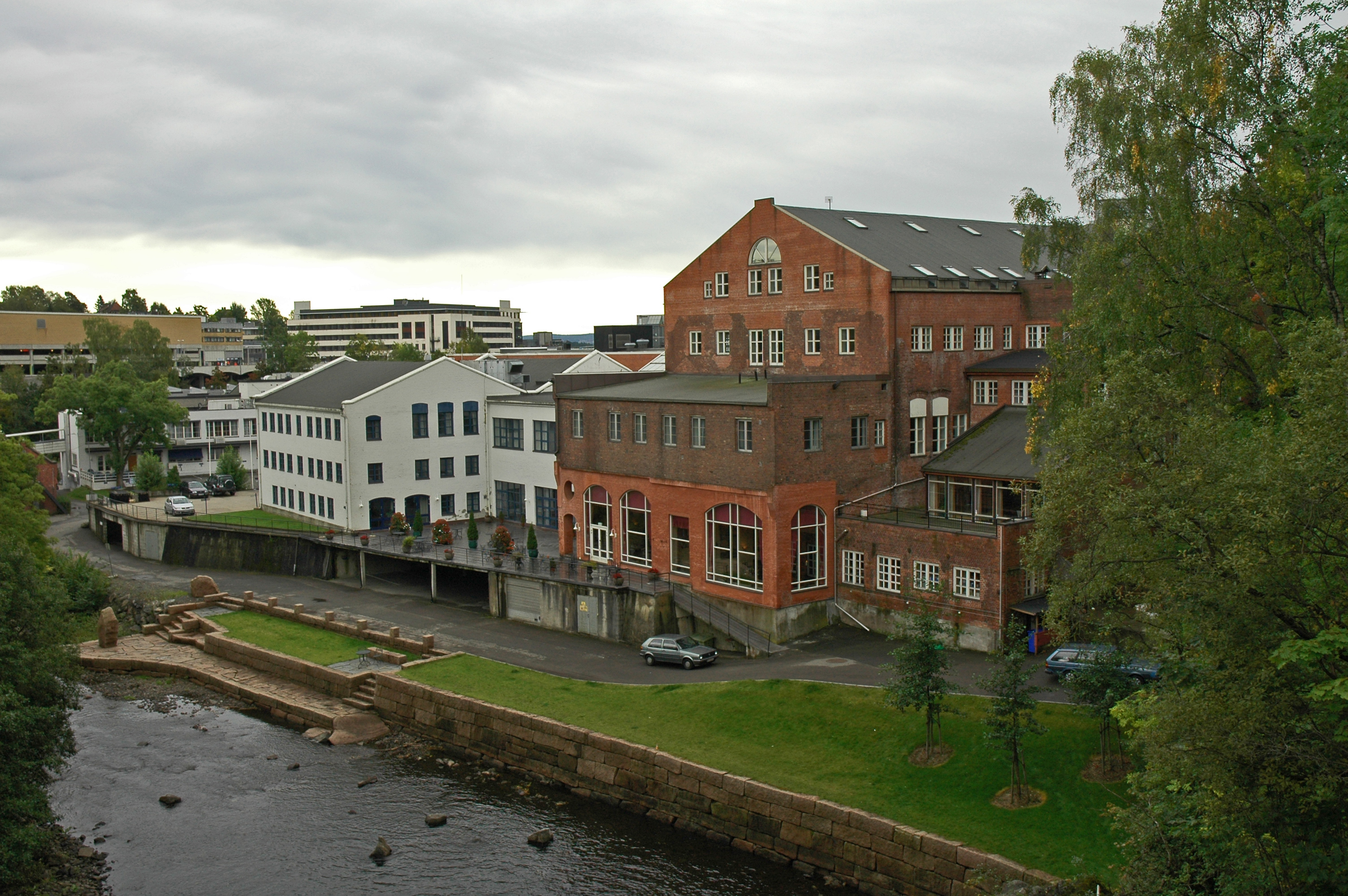
widok z mostu nad Lysakererlven

Dzielnica Lysaker graniczy z dzielnicą Fornebu, należącą do Oslo, linią na rzece Lysaker (norw. Lysakerelven). Rozwój Lysaker jest w znacznej części skutkiem przeprowadzenia tędy ważnej linii kolejowej "Drammenbanen" (stację Lysaker, znajdującą się 7 km od dworca Oslo Sentralstasjon, oddano do użytku w 1872) oraz głównej międzynarodowej drogi E18, łączących stołeczne Oslo i miasto Drammen.
Na pocz. XX w. mieszkał tu (i zmarł w 1930) m.in. norweski podróżnik Fridtjof Nansen.
W miejscowości znajduje się stacja kolejowa Lysaker.